# Диаграма на Вен
Диаграмата на Вен е нагледно представяне на логически отношения между крайни множества. Тя добива популярност в края на XIX век след трудовете на Джон Вен (1834 – 1923), който се занимавал с известните от по-рано кръгове на Ойлер. С диаграми на Вен се проясняват идеи от теорията на множествата, логически следствия, положения от теория на вероятностите и др. Особена популярност добиват след средата на XX век, когато започва използването им с образователна цел още в училище.
Диаграмите на Вен се конструират в равнината като набор от затворени контури, които най-често се изобразяват като кръгове или елипси, а понякога – чрез квадрати и по-сложни фигури. Класовете или множествата са представени от площта, заградена от един контур. Извън същия контур се намират елементи, които строго не принадлежат на разглеждания случай. Логическите или теоретико-множествени отношения се проследяват с разглеждане на областите на припокриване и/или изключване, зададени от определени контури. В диаграмите на Вен фигурите се припокриват по всякакъв възможен начин, показвайки всички възможни връзки между множествата. По този начин те са специален случай на кръговете на Ойлер, които не показват непременно всички отношения.
Например, при три булеви променливи, А, В, С, са възможни 23 = 8 комбинации с различни стойности, както е показано на диаграмата. Стойност 101 съответства на елементи, за които са едновременно верни предикати, съответни на А и С, без да е вярно В.